# Otto Brahm

Otto Brahm, Porträtfoto von Nicola Perscheid (1912)

Otto Brahm (* 5. Februar 1856 in Hamburg; † 28. November 1912 in Berlin; eigentlich Abrahamsohn, Pseudonym: Otto Anders) war ein deutscher Kritiker, Theaterleiter und Regisseur.

## Wirken

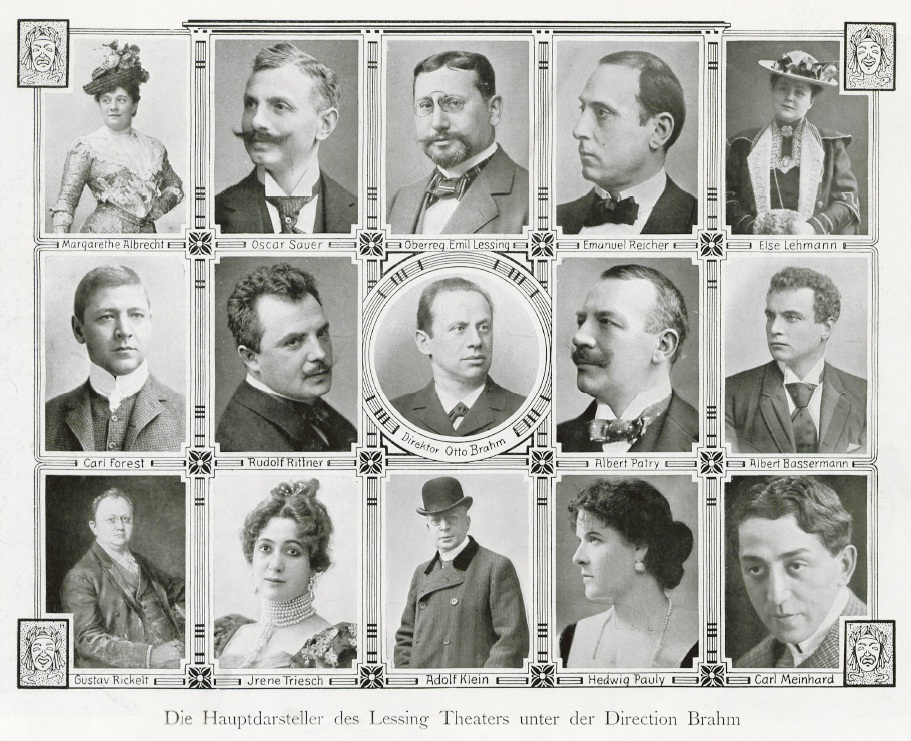
Die Hauptdarsteller des Lessingtheaters unter der Direktion von Otto Brahm (1904–1912)

Brahm, Sohn eines dänischen Kaufmanns aus Jütland und einer Mutter aus Brandenburg an der Havel, war zunächst Theaterkritiker und ab 1889 Chefredakteur der neu gegründeten Zeitschrift Freie Bühne für modernes Leben, die schnell zum Sprachrohr des Naturalismus in Deutschland wurde. Die Ziele wurden recht pathetisch ausgedrückt:

„Der Bannerspruch der neuen Kunst, mit goldenen Lettern von den führenden Geistern aufgezeichnet, ist das eine Wort: Wahrheit; und Wahrheit, Wahrheit auf jedem Lebenspfade ist es, die auch wir erstreben und fordern … Nicht die objective Wahrheit, die dem Kämpfenden entgeht, sondern die individuelle Wahrheit, welche aus der innersten Ueberzeugung frei geschöpft ist und frei ausgesprochen: die Wahrheit des unabhängigen Geistes.“

1889 wurde Brahm Präsident des Theatervereins Freie Bühne, der in Berlin gerade von Theaterkritikern neu gegründet worden war und sich der Aufführung sozialkritischer Dramen der Naturalisten verpflichtet hatte. Das erste inszenierte Stück war Gespenster von Ibsen, bald folgte die Uraufführung von Hauptmanns Vor Sonnenaufgang. Brahm übernahm 1894 die Leitung des Deutschen Theaters und machte Hauptmann zu seinem Hausdichter. Max Reinhardt hat 1894 im Ensemble des Deutschen Theaters begonnen. Brahm förderte während dieser Zeit auch Fritz Stavenhagen und leitete von 1904 bis 1912 das Lessingtheater in Berlin.
Als Theaterleiter analysierte Brahm vor jeder Inszenierung den Text eines neuen Stückes, um so die Aufführung ganz auf die spezifischen Eigenheiten auszurichten. Die Schauspieler wurden angehalten, nicht – wie bisher üblich – zu deklamieren, sondern realistisch und psychologisch nachvollziehbar zu agieren. Mit diesen Neuerungen leistete Brahm einen wichtigen Beitrag zur Etablierung des Kammerspiels.
Er starb in Folge einer Operation eines Darmgeschwürs, die am 25. November 1912 stattgefunden hatte, während der Premierenvorstellung von Schnitzlers Professor Bernhardi im Lessing-Theater.
Brahm dürfte homosexuell gewesen sein. Eine Stelle im Tagebuch von Arthur Schnitzler lässt sich so lesen, dass er mit Stefan Vacano in einer intimen Beziehung war. Eine frühere Stelle scheint das zu wiederholen und auch den Freund Paul Schlenther als homosexuell zu bezeichnen; Schnitzler scheint dem aber nicht zuzustimmen. Darüber hinaus hatte er ein Verhältnis mit Clara Jonas (1863–1922), der Frau seines Mitstreiters im Verein Freie Bühne und Justiziar des Deutschen Theaters Paul Jonas. Beide überlebten ihn. Ein Konvolut von etwa eintausend Briefen liegt seit 2008 bei der Berliner Akademie der Künste.

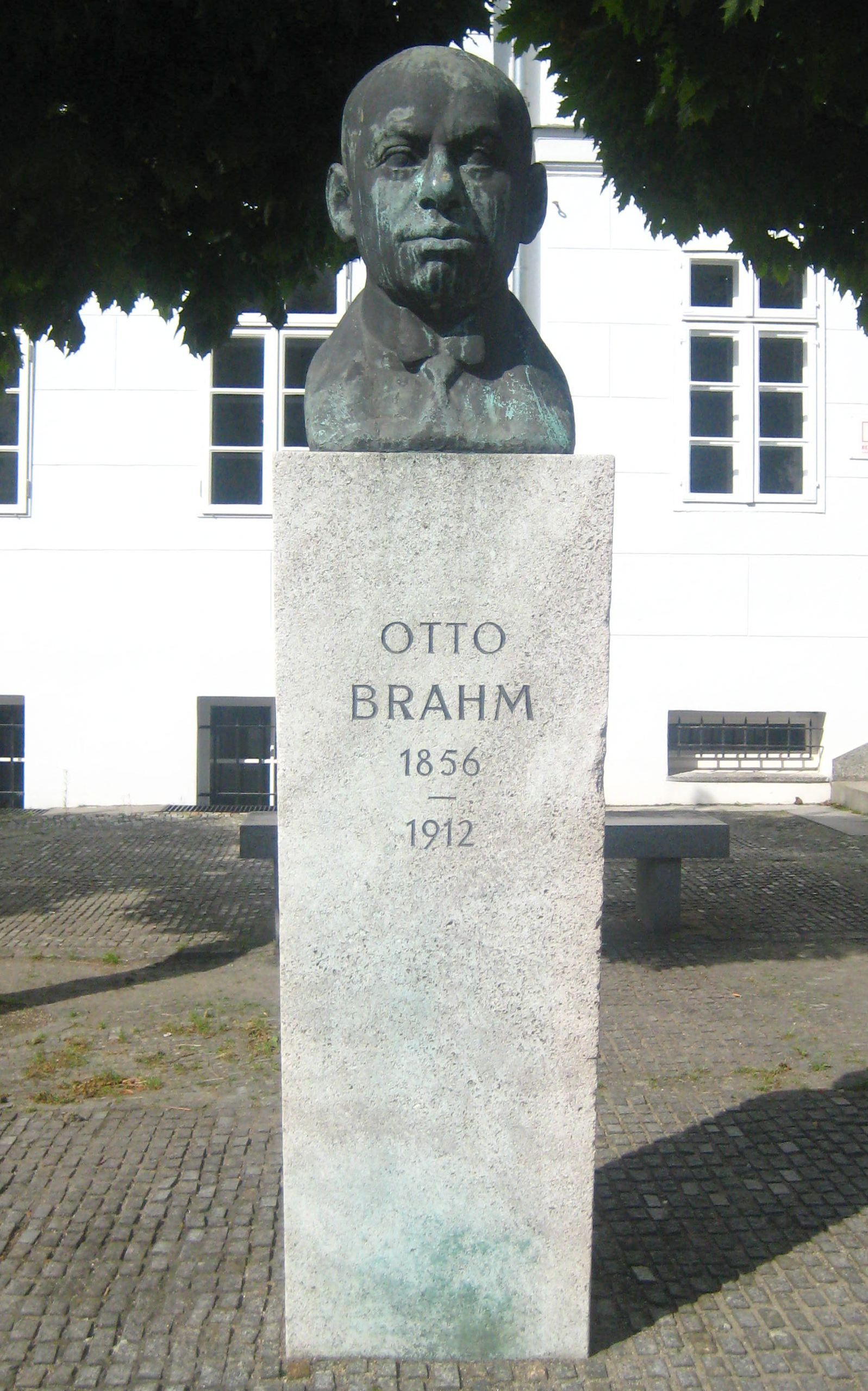
Eberhard Bachmann: Büste für Otto Brahm, (1962)

Brahms Denkmal (siehe Bild) steht in der Berliner Schumannstraße vor dem Deutschen Theater.
Brahms jüngerer Bruder war der Theaterschauspieler Ludwig Brahm, sein Neffe der Schauspieler John Brahm.

## Werke (Auswahl)
- Das deutsche Ritterdrama des achtzehnten Jahrhunderts, Studien über Joseph August von Törring, seine Vorgänger und Nachfolger. Strassburg : K.J. Trübner, 1880.
- Karl Stauffer-Bern. Sein Leben, seine Briefe, seine Gedichte. Stuttgart 1892.
- Kritische Schriften [in zwei Bänden]. Hg. Paul Schlenther. Berlin: S. Fischer Verlag 1915.

## Briefe
- Wilhelm Bölsche. Briefwechsel mit Autoren der Freien Bühne. Hrsg. von Gerd-Hermann Susen. Berlin: Weidler Buchverlag 2010 (Briefe und Kommentare), S. 83–156
- Otto Brahm / Gerhart Hauptmann: Briefwechsel 1888–1912. Erstausgabe mit Materialien. Hrsg. von Peter Sprengel. Narr, Tübingen 1985, ISBN 3-87808-386-6 (Deutsche Text-Bibliothek)
- Der Briefwechsel Arthur Schnitzler – Otto Brahm. Hrsg. und eingeleitet von Oskar Seidlin. Vollst. Ausg. Verlagsort: Tübingen. Verlag: Niemeyer, 1975.
  - Ersetzt die frühere Ausgabe: Oskar Seidlin: Der Briefwechsel Arthur Schnitzler–Otto Brahm. Berlin: Selbstverlag der Gesellschaft für Theatergeschichte, 1953.
- Ein bisher unbekannter Brief Arthur Schnitzlers an Otto Brahm. Hg. Reinhard Urbach. In: Modern Austrian Literature, Jg. 10 (1977) H. 3/4, Special Arthur Schnitzler Issue, S. 19–21.